# Paul Bézine
Ne doit pas être confondu avec Paul Bezine.
Paul François Bézine, né le 25 mars 1861 à Brienon-l'Archevêque et mort le 1er novembre 1928 dans le 6e arrondissement de Paris, est un avocat, militant royaliste et journaliste français.

## Biographie
L’un des fondateurs de l'association Jeunesse royaliste en 1890, dont il devient le président en 1896, il dirige le bureau politique du duc d'Orléans de 1900 (environ) à 1908. À ce poste, il succède à André Buffet qui avait lui-même proposé la candidature de Bézine au Prince après avoir été condamné à l'exil à la suite de sa participation au coup d'État avorté de Paul Déroulède et de la Ligue de la patrie française en 1899.
D'abord nommé à titre provisoire, Bézine obtient très vite, à titre définitif, le poste de chef du bureau politique du duc d'Orléans. En 1908, il démissionne avec l'accord du Prince pour devenir administrateur des biens du duc d'Orléans jusqu'en 1915. C’est Roger Lambelin qui le remplace.
Parallèlement à cet engagement auprès du Prince, Bézine collaborait notamment au journal royaliste Le Soleil et a assuré la direction de la Correspondance nationale .

## Publications
- Jeunesse royaliste de Paris. Compte-rendu des travaux de la commission préparatoire au congrès général des associations de jeunesse royaliste en 1894, Paris, Imprimerie G. Piquoin, 1894.
- La Sainte Marie, banquet royaliste de Paris, 15 août 1900, en l'honneur de Madame la Duchesse d'Orléans, discours de Paul Bézine, Eugène Godefroy et le comte de Mayol de Lupé, Paris, Librairie Nationale, 1900.

## Sources
- Bertrand Joly, Dictionnaire biographique et géographique du nationalisme français (1880-1900), éditions Honoré Champion, 2005  (ISBN 2-7453-1241-3).
- François Callais, La Jeunesse royaliste préfiguration de l'Action française in Histoire,  économie, société du 4e trimestre 1991.